# Helmut Kohl (játékvezető)
Helmut Kohl (1943. február 8. – 1991. szeptember 26.) osztrák nemzetközi labdarúgó-játékvezető.

## Pályafutása

### Nemzeti játékvezetés
A játékvezetői vizsgát 1965-ben tette le. A küldési gyakorlat szerint rendszeres partbírói tevékenységet is végzett. 1981-ben lett az I. Liga játékvezetője. A nemzeti játékvezetéstől 1990-ben vonult vissza.

### Nemzetközi játékvezetés
Az Osztrák labdarúgó-szövetség Játékvezető Bizottsága (JB) terjesztette fel nemzetközi játékvezetőnek, a Nemzetközi Labdarúgó-szövetség (FIFA) 1984-től tartotta nyilván bírói keretében. A FIFA JB központi nyelvei közül a németet beszélte. Több nemzetek közötti válogatott és klubmérkőzést vezetett, vagy működő társának partbíróként segített. Az osztrák nemzetközi játékvezetők rangsorában, a világbajnokság-Európa-bajnokság sorrendjében többedmagával a 10. helyet foglalja el 7 találkozó szolgálatával. Az aktív nemzetközi játékvezetéstől 1990-ben búcsúzott. Válogatott mérkőzéseinek száma: 10.

#### Labdarúgó-világbajnokság
A világbajnoki döntőkhöz vezető úton Olaszországba a XIV., az 1990-es labdarúgó-világbajnokságra az FIFA JB játékvezetőként foglalkoztatta.
A FIFA JB elvárása szerint, ha nem vezetett, akkor partbíróként tevékenykedett. Az egyik nyolcaddöntőn egyes számú besorolást kapott, játékvezetői sérülés esetén továbbvezethette volna a találkozót. Világbajnokságon vezetett mérkőzéseinek száma: 3 + 1 (partbíró).

##### 1990-es labdarúgó-világbajnokság

###### Selejtező mérkőzés
| Időpont           | Helyszín                           | Mérkőzés típusa           | Mérkőzés            | Eredmény | Nézők száma |
| ----------------- | ---------------------------------- | ------------------------- | ------------------- | -------- | ----------- |
| 1989. június 7.   | Wankdorf Stadion, Bern             | előselejtező (7. csoport) | Svájc–Csehszlovákia | 0 – 1    | 33 000      |
| 1989. október 11. | Racecourse Ground Stadion, Wrexham | előselejtező (4. csoport) | Wales–Hollandia     | 1 – 2    | 9025        |

###### Világbajnoki mérkőzés
| Időpont          | Helyszín                        | Mérkőzés típusa              | Mérkőzés                  | Eredmény | Nézők száma |
| ---------------- | ------------------------------- | ---------------------------- | ------------------------- | -------- | ----------- |
| 1990. június 13. | Friuli Saupin Stadion, Udine    | csoportmérkőzés (E. csoport) | Spanyolország–Uruguay     | 0 – 0    | 36 000      |
| 1990. június 20. | Delle Alpi Stadion, Torino      | csoportmérkőzés (C. csoport) | Brazília–Skócia           | 1 – 0    | 62 000      |
| 1990. július 1.  | Giuseppe Meazza Stadion, Milánó | egyik negyeddöntő            | Németország–Csehszlovákia | 1 – 0    | 73 000      |

#### Labdarúgó-Európa-bajnokság
Az európai-labdarúgó torna döntőjéhez vezető úton Nyugat-Németországba a VIII., az 1988-as labdarúgó-Európa-bajnokságra az UEFA JB játékvezetőként foglalkoztatta.

##### 1988-as labdarúgó-Európa-bajnokság

###### Selejtező mérkőzés
| Időpont            | Helyszín                       | Mérkőzés típusa           | Mérkőzés           | Eredmény | Nézők száma |
| ------------------ | ------------------------------ | ------------------------- | ------------------ | -------- | ----------- |
| 1987. január 14.   | Spyridon Louis Stadion, Athén  | előselejtező (5. csoport) | Görögország–Ciprus | 3 – 1    | 40 000      |
| 1987. november 11. | Vaszil Levszki Stadion, Szófia | előselejtező (7. csoport) | Bulgária–Skócia    | 0 – 1    | 49 976      |

#### Nemzetközi kupamérkőzések
Vezetett kupadöntők száma: 2.

##### UEFA-szuperkupa
| Időpont            | Helyszín                        | Mérkőzés típusa        | Mérkőzés              | Eredmény | Nézők száma |
| ------------------ | ------------------------------- | ---------------------- | --------------------- | -------- | ----------- |
| 1989. november 29. | Giuseppe Meazza Stadion, Milánó | döntő második mérkőzés | AC Milan–FC Barcelona | 1 – 0    | 55 000      |

##### Bajnokcsapatok Európa-kupája
A 36. játékvezető – a 3. osztrák – aki BEK döntőt vezetett.
| Időpont         | Helyszín             | Mérkőzés típusa | Mérkőzés            | Eredmény | Nézők száma |
| --------------- | -------------------- | --------------- | ------------------- | -------- | ----------- |
| 1990. május 23. | Práter Stadion, Bécs | döntő           | AC Milan–SL Benfica | 1 – 0    | 57 500      |

## Szakmai sikerek
AIFFHS (International Federation of Football History & Statistics) 1987-2011 évadokról tartott nemzetközi szavazásán 151, játékvezető besorolásával minden idők 90, legjobb bírójának rangsorolta, holtversenyben Karl-Josef Assenmacher, Michael Riley, Carlos Simon társaságában. A 2008-as szavazáshoz képest 29 pozíciót hátrább lépett.